# Leaniricola rotundata
Leaniricola rotundata is een eenoogkreeftjessoort uit de familie van de Leaniricolidae. De wetenschappelijke naam van de soort is voor het eerst geldig gepubliceerd in 1885 door McIntosh.